# 극장판 프리큐어 드림스타즈!
《극장판 프리큐어 드림스타즈!》(일본어: 映画 プリキュアドリームスターズ!)는 프리큐어 올스타즈의 뒤를 이어 봄 시즌에 새로이 상영되는 프리큐어 극장판이다. 2017년 3월 18일에 개봉되었다.

## 줄거리
방과후 이치카는 친구들을 만나 자신의 꿈에 대해 이야기한다. 사쿠라와 시즈쿠는 아카이누와 키이누에서 벚꽃 숲을 달리고, 이치카와 페코린은 언덕으로 가서 나무 그루터기 옆에 소풍을 준비한다.